# خاشتاراک
خاشتاراک (به ارمنی: Խաշթառակ) یک روستا در ارمنستان است که در استان تاووش واقع شده‌است. خاشتاراک در کیلومتری ایجوان، مرکز استان تاووش واقع شده‌است.

## خصوصیات
خاشتاراک نفر جمعیت دارد و در ارتفاع متر بالاتر از سطح دریا قرار گرفته‌است.

## نگارخانه

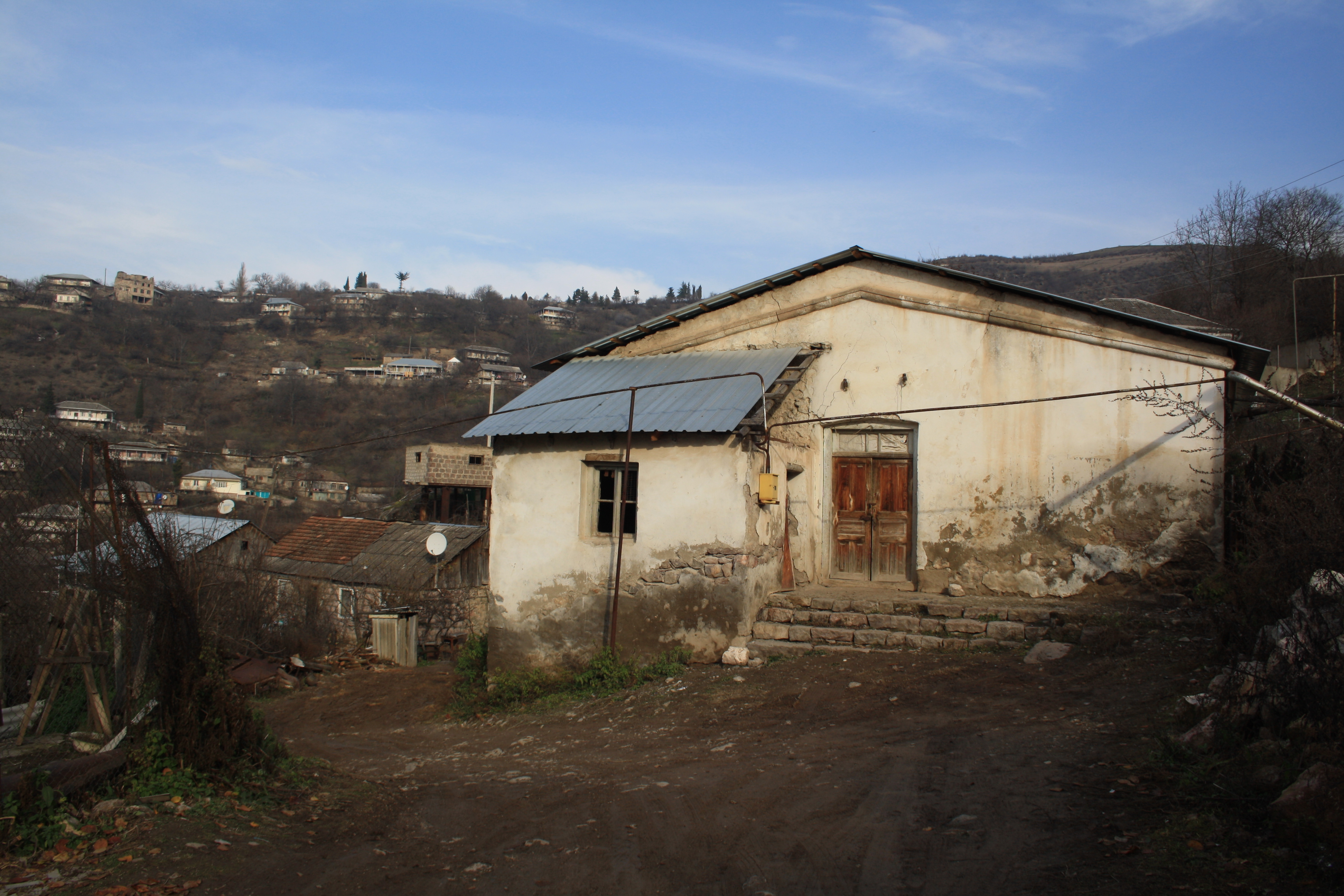
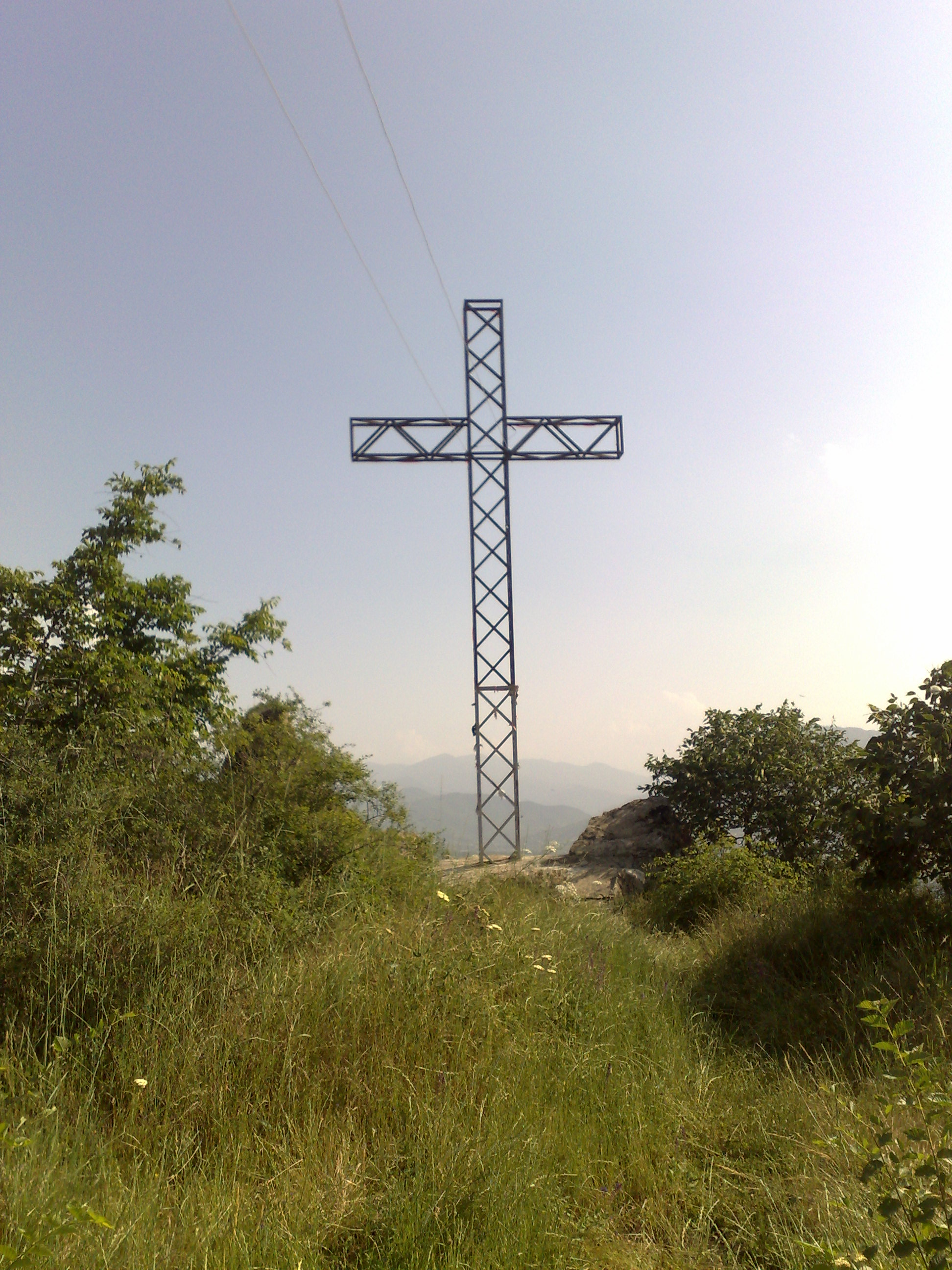
One of the three cross-symbols of Khashtarak
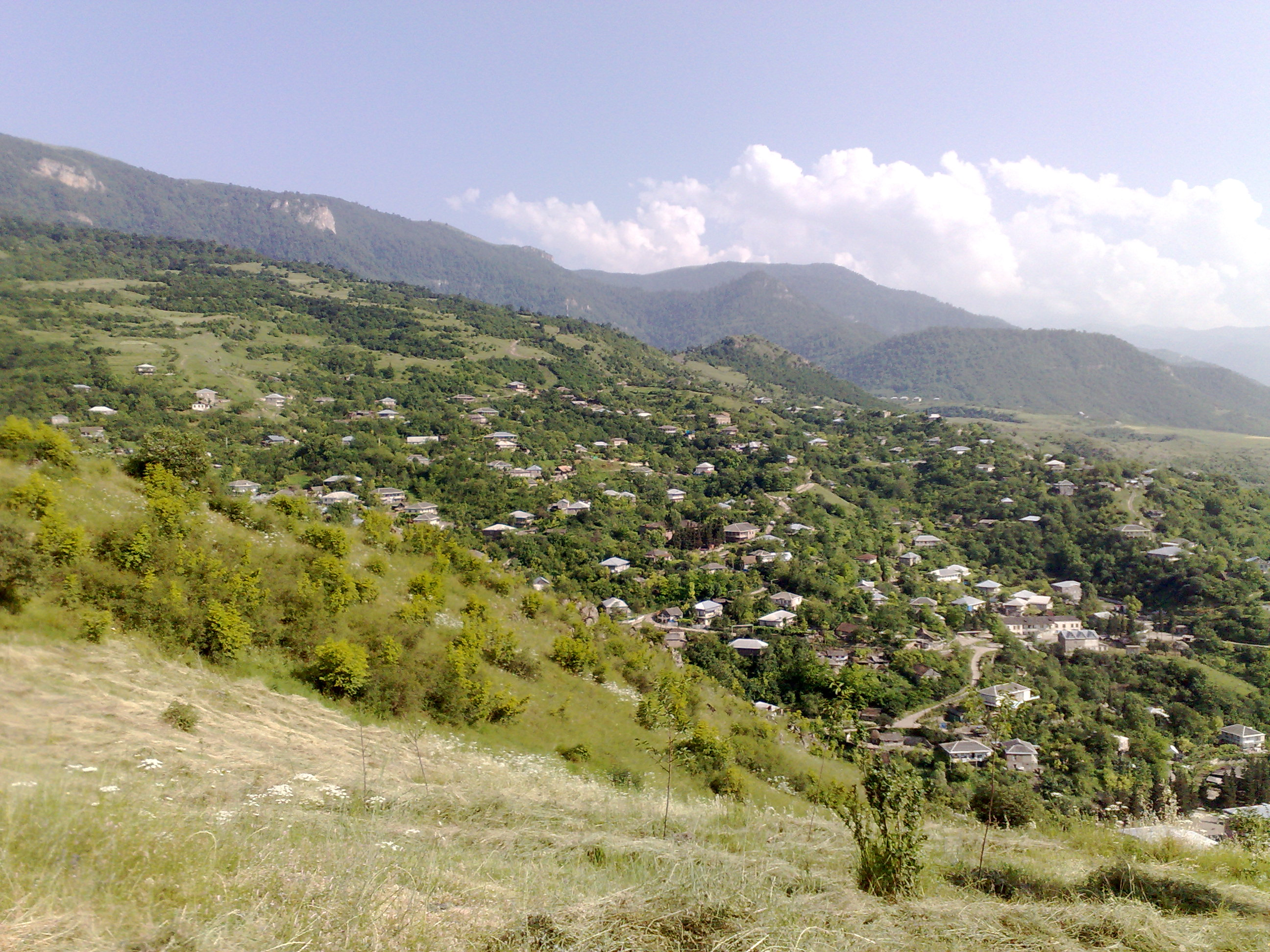